# 鞍斑似青鱗魚
鞍斑似青鱗魚為輻鰭魚綱鲱形目鲱科的其中一種，分布於中西太平洋區，包括暹羅灣、印尼、菲律賓等海域，棲息深度可達50公尺，體長可達8.5公分，棲息在沿海海域。

## 擴展閱讀
維基物種上的相關：鞍斑似青鱗魚